# Castulo congrua
Castulo congrua är en fjärilsart som beskrevs av Walker 1864. Castulo congrua ingår i släktet Castulo och familjen björnspinnare. Inga underarter finns listade i Catalogue of Life.